# Сергеев, Дмитрий Александрович (менеджер, 1981)
Дмитрий Александрович Сергеев (род. 18 сентября 1981, Москва) — автор и основатель российского спортивного интернета-портала «Чемпионат». С 2006 по 2019 год занимал руководящие должности в Rambler&Co. Входит в список лучших высших руководителей России.

## Образование
С 1998 по 2000 год учился в австрийской школе Handelsakademie Liezen.
С 2001 года учился в Московской финансово-юридической академии. Окончил её в 2007 году по специальности менеджмент в рекламе.
Окончил магистратуру Российской академии народного хозяйства и государственной службы при Президенте РФ.

## Карьера
С 2001 по 2002 год работал руководителем рекламы и маркетинга на проекте Avantix.ru, который сейчас известен как AnyWayAnyDay.
С 2003 по 2005 год был заместителем начальника отдела маркетинга департамента розничного бизнеса в Банк «Зенит».
В 2005 году Сергеев основал спортивный интернет-портал «Чемпионат», который изначально был посвящен чемпионату России по футболу. Уже через год проект расширился до зарубежного футбола, этому способствовало присоединение интернет-портала Fnews..
В 2006 году Сергеев и «Чемпионат» привлёк внимание медийной компании SUP Fabrik. Сергеевым были заинтересованы в качестве специалиста, который мог возглавить спортивное направление в проекте LiveJournal. Одним из условием перехода была покупка «Чемпионат». В итоге Сергеев занял пост руководителя департамента спортивных проектов SUP Fabrik и продолжил развитие интернет-портала «Чемпионат»..
В 2009 году на «Чемпионат» запустил акцию «Спаси легенду, сохрани „Торпедо“», с которой началось его сотрудничество с футбольным клубом Торпедо-ЗИЛ, где он проработал вице-президентом по маркетингу до 2010 года.. После окончания работы с футбольным клубом, он сконцентрировался на своём новом проекте «Фанат.ру», который объединял всех болельщиков, которые пользовались сайтом «Чемпионат.ру».
В 2012 году вошел в состав Комитета РФС по этике.
В 2013 года стал управляющим директором Газета.Ru и спортивного интернет-портала «Чемпионат».
В 2014 году организовал и принял участие в установлении рекорда Книги Гиннесса в номинации «Наибольшее количество игроков, участвующих в выставочном футбольном матче».
В 2016 году Дмитрий Сергеев стал членом совета Первой саморегулируемой организации букмекеров.
С 2016 года курировал развитие проекта Rambler.ru и работал в должности исполнительного директора по развитию Rambler&Co. В 2018 году занял должность операционного директора Rambler&Co.
В 2019 году возглавил Parimatch Россия. В том же году избран в члены комитета по маркетингу Российского Футбольного Союза.
В 2020 году оставил пост в Parimatch Россия и возглавил Parimatch в СНГ.
В 2021 году покинул пост генерального директора Parimatch СНГ.
С 2022 по 2025 годы был управляющим партнером в PARI, которое под его руководством вошло в число крупнейших букмекерских компаний.
В 2025 году стал CEO iGaming-компании 9RED.

## Награды
- Признан лучшим руководителем спортивных интернет-СМИ 2012 года[27].
- Вошёл в рейтинг молодых медиаменеджеров России 2013 года в категории «Интернет-проекты»[28].
- Возглавил рейтинг молодых медиаменеджеров России 2014 года в категории «СМИ в интернете»[29].
- Лауреат премии «Спортивная Россия — 2014» в категории «За личный вклад в развитие и популяризацию спорта»[30]
- Возглавил рейтинг молодых медиаменеджеров России 2015 года в категории «СМИ в интернете»[31].
- Вошел в список 1000 лучших менеджеров России 2019 года[32].
- Вошел в список 250 лучших высших руководителей России 2020 года[1].
- Победитель в номинации «Менеджер года» по версии профессиональной премии в области спортивного бизнеса и управления Sport Business Awards 2020 года[33].
- Вошел в список 100 лучших профессионалов спортивной индустрии 2020 года[34].
- Победитель в номинации «Топ-менеджер года в букмекерской отрасли» международной премии РБ в 2024 году[35].